# Mario Pieri

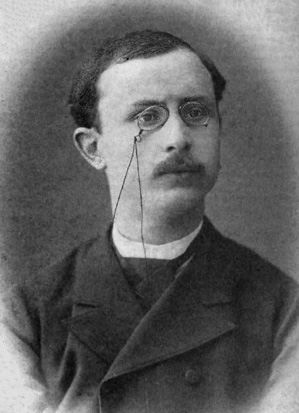
Mario Pieri

Mario Pieri (* 22. Juni 1860 in Lucca, Provinz Lucca, Italien; † 1. März 1913 in Sant’Andrea di Compito, Provinz Lucca, Italien) war ein italienischer Mathematiker.

## Leben
Nach dem Schulbesuch studierte er zunächst von 1880 bis 1881 an der Universität Bologna, ehe er, dank der Förderung durch Salvatore Pincherle, 1884 die Elitehochschule Scuola Normale Superiore di Pisa beendete (Laurea bei Luigi Bianchi). Danach unterrichtete er an einem Gymnasium in Livorno und ab 1885 an einer technischen Schule in Pisa. Daneben hielt er Vorlesungen an der Universität Pisa über Polyeder. 1886 gewann er den Wettbewerb für den Lehrstuhl für Geometrie an der Königlichen Militärakademie in Turin und wurde 1888 Assistent am Lehrstuhl für projektive Geometrie der Universität Turin. 1891 habilitierte er sich (libero docente) in Turin und hielt danach Vorlesungen an der Universität über projektive Geometrie. Er bewarb sich mehrmals vergeblich um Professuren an italienischen Universitäten, die in Wettbewerben vergeben wurden (zuletzt wurde er in Bologna nur knapp von Federigo Enriques geschlagen), bis er 1900 eine Professur an der Universität Catania erhielt. Nach acht Jahren in Catania zog er 1908 nach Parma, wo er an der Universität lehrte und sein Schüler Beppo Levi ein Kollege war. Die Position in Parma war keine Verbesserung gegenüber Catania, er wollte aber seiner Heimat näher sein und war schon ernsthaft erkrankt. Er starb an Krebs.
Während seiner Lehrtätigkeit befasste sich Pieri insbesondere mit den Themenfeldern Arithmetik und Geometrie. Er übersetzte die Geometrie der Lage von Karl von Staudt und befasste sich mit Grundlagen der projektiven Geometrie. Bertrand Russell, der ihn 1912 auf den Internationalen Mathematikerkongress in Cambridge einlud (Pieri war aber schon zu krank, um teilzunehmen), würdigte ihn als einen der Begründer des rein axiomatischen Aufbaus der projektiven Geometrie.
Er war passionierter Bergsteiger.

## Schriften
- I principii della geometria di posizione composti in sistema logicao deduttivo, Memorie della R. Accademia delle Scienze de Torino, 48, 1898, 1–62
- Sur la géométrie envisagée comme un système purement logique, Bibliothèque du Congrès International de Philosophie, III, 1900, 367–404
- Opere sui fondamenti della matematica, Sammlung: Opere di grandi matematici, U.M.I., Bologna, 1980